# Губаревич, Иосиф Иванович
Иосиф Ива́нович Губаревич (17 апреля 1896 года, дер. Сидоровка, Могилёвский уезд, Могилёвская губерния, ныне Могилёвский район, Могилёвская область — 22 февраля 1943 года, Сальск, Ростовская область) — советский военный деятель, генерал-майор (19 января 1942 года).

## Начальная биография
Иосиф Иванович Губаревич родился 17 апреля 1896 года в деревне Сидоровка ныне Могилёвского района Могилёвской области в семье крестьянина-бедняка.
Работал в имении помещика и на наделе у отца.

## Военная служба

### Первая мировая и гражданская войны
В августе 1915 года был призван в ряды Русской императорской армии и направлен в 213-й запасной полк, при котором в 1916 году закончил учебную команду. В апреле 1918 года в чине унтер-офицера был демобилизован из рядов армии.
В мае 1918 года вступил в 1-й Гжатский красногвардейский отряд, где назначен на должность командира взвода, после чего принимал участие в боевых действиях по подавлению кулацких восстаний на территории Смоленской губернии, в боях был контужен. После расформирования отряда в сентябре того же года был призван в ряды РККА и назначен на должность командира взвода 1-го Смоленского маршевого батальона, который в январе 1919 года был передислоцирован под Минск и включён в состав Западного фронта.
В апреле назначен на должность помощника начальника отряда Минского совета обороны, а в июне — на должность командира роты 5-го Минского стрелкового полка, после чего принимал участие в оборонительных боевых действиях против белополяков на паневежско-молодечненском и минском направлениях, затем на реке Березина.
В ноябре 1919 года направлен на учёбу на курсы среднего командного состава при штабе 16-й армии, после окончания которых в апреле 1920 года назначен на должность командира роты в составе 520-го стрелкового полка (58-я стрелковая дивизия), после чего во время советско-польской войны принимал участие в боевых действиях в ходе Киевской наступательной операции, с июня — в наступлении Юго-Западного фронта, осенью — в оборонительных боевых действиях на реках Стоход, Стыр и Горынь, а с ноября — против вооруженных формирований под командованием генерала С. Н. Булак-Балаховича.

### Межвоенное время
С февраля 1921 года служил на должностях командира батальона и роты в составе 222-го стрелкового полка (Украинский военный округ), а в июле 1922 года назначен на должность командира роты 74-го Крымского стрелкового полка. В октябре 1924 года направлен на учёбу на повторные курсы комсостава при Харьковской школе Червоных старшин, после окончания которых в августе 1925 года назначен на должность помощника командира батальона этого же полка, а в октябре 1926 года — на должность командира батальона 224-го стрелкового полка. В ноябре 1929 года Губаревич направлен на учёбу на отделение старшего комсостава при Стрелково-тактических курсах «Выстрел», после окончания которых назначен на должность начальника штаба этого же полка.
В феврале 1931 года назначен на должность полтавского райвоенкома, в феврале 1934 года — на должность командира и комиссара 64-го отдельного пулемётного батальона, в октябре 1936 года — на должность командира 296-го стрелкового полка, в январе 1938 года — на должность командира 13-й авиационной бригады особого назначения, а в августе того же года — на должность командира 204-й воздушно-десантной бригады, которая вскоре принимала участие в присоединении Западной Украины, а также в боевых действиях в ходе советско-финской войны.
В ноябре 1940 года направлен на учёбу на курсы усовершенствования высшего начальствующего состава при Военной академии имени М. В. Фрунзе, после окончания которых в мае 1941 года назначен на должность заместителя командира 2-го воздушно-десантного корпуса (Харьковский военный округ).

### Великая Отечественная война
С началом войны Губаревич находился на прежней должности. Вскоре корпус во время Киевской операции принимал участие в оборонительных боевых действиях под Киевом, с конца августа по начало сентября — на конотопском и черниговском направлениях, ведя оборону на левом берегу реки Десна. В связи с большими потерями корпус в октябре был выведен на доукомплектование, а полковник Губаревич назначен на должность командира 7-го воздушно-десантного корпуса (Московский военный округ), который в августе 1942 года был преобразован в 34-ю гвардейскую стрелковую дивизию, а Губаревич назначен на должность её командира. Вскоре дивизия была передислоцирована в Астрахань и включена в состав Сталинградского фронта и затем принимала участие в боевых действиях в ходе Сталинградской битвы, во время которой принимала участие в освобождении Элисты.
Вскоре 34-я гвардейская стрелковая дивизия принимала участие в Ростовской наступательной операции, во время которой 4 февраля 1943 года в районе населённого пункта Злодейская машина, в которой находился генерал-майор Иосиф Иванович Губаревич, была обстреляна истребителями противниками, в результате чего командир дивизии был тяжело ранен и 28 февраля умер в госпитале Сальска (Ростовская область). Похоронен в Ростове-на-Дону на площади Кирова, а затем его прах был перенесён на новое кладбище, где были похоронены ещё несколько генералов, погибших в боях за Ростов.

## Награды
- Орден Кутузова 2 степени;
- Медаль «XX лет Рабоче-Крестьянской Красной Армии»[1][2].

## Память
В честь генерал-майор И. И. Губаревича названы улицы в Элисте, Ростове-на-Дону, Зернограде, Астрахани, а также в поселке Советское (Саратовская область), где формировался 7-й воздушно-десантный корпус. В школьном музее этого поселка существует экспозиция, посвященная генерал-майору Губаревичу.